# Histórias de Tia Nastácia
Histórias de Tia Nastácia é um livro infantil de autoria de Monteiro Lobato, publicado em 1937. Teve sua primeira edição ilustrada por Raphael de Lamo.
Pedrinho resolve fazer com que Tia Nastácia conte tudo o que sabe sobre folclore. Então, Tia Nastácia começa a contar várias histórias infantis do folclore brasileiro. E, depois dela contar a história O Jabuti e os Sapinhos, Dona Benta começa a contar histórias de vários países, como a Pérsia, e a Rússia, entre outros.
Esta obra foi acusada de demonstrar racismo, nomeadamente ao descrever a Tia Nastácia como "negra beiçuda".

## Capítulos
1. Histórias de Tia Nastácia
2. O Bicho Manjaléu
3. O Sargento Verde
4. A Princesa Ladrona
5. O Pássaro Preto
6. A Raposinha
7. O Homem Pequeno
8. A Moura-Torta
9. A madrasta
10. Manuel da Bengala
11. João e Maria
12. O Bom Diabo
13. A Fonte das Três Comadres
14. A Rainha que Saiu do Mar
15. A Formiga e a Neve
16. João Esperto
17. O Caçula
18. A Cumbuca de Ouro
19. A Mulher Dengosa
20. O Cágado na Festa do Céu
21. O Rabo do Macaco
22. O Macaco e o Coelho
23. O Macaco e o Aluá
24. O Macaco, a Onça e o Veado
25. O Veado e o Sapo
26. A Onça e o Coelho
27. O Pulo do Gato
28. O Doutor Botelho
29. A Raposa e o Homem
30. O Pinto Sura
31. O Jabuti e o Homem
32. O Jabuti e a Caipora
33. O Jabuti e a Onça
34. O Jabuti e a Fruta
35. O Jabuti e o Lagarto
36. O Jabuti e o Jacaré
37. O Jabuti e os Sapinhos
38. A Raposa Faminta
39. O Camponês Ingênuo
40. A História dos Macacos
41. O Rato Orgulhoso
42. Peixes na Floresta
43. O Cormorã e o Eider
44. História de Dois Ladrões